# National Semiconductor PACE

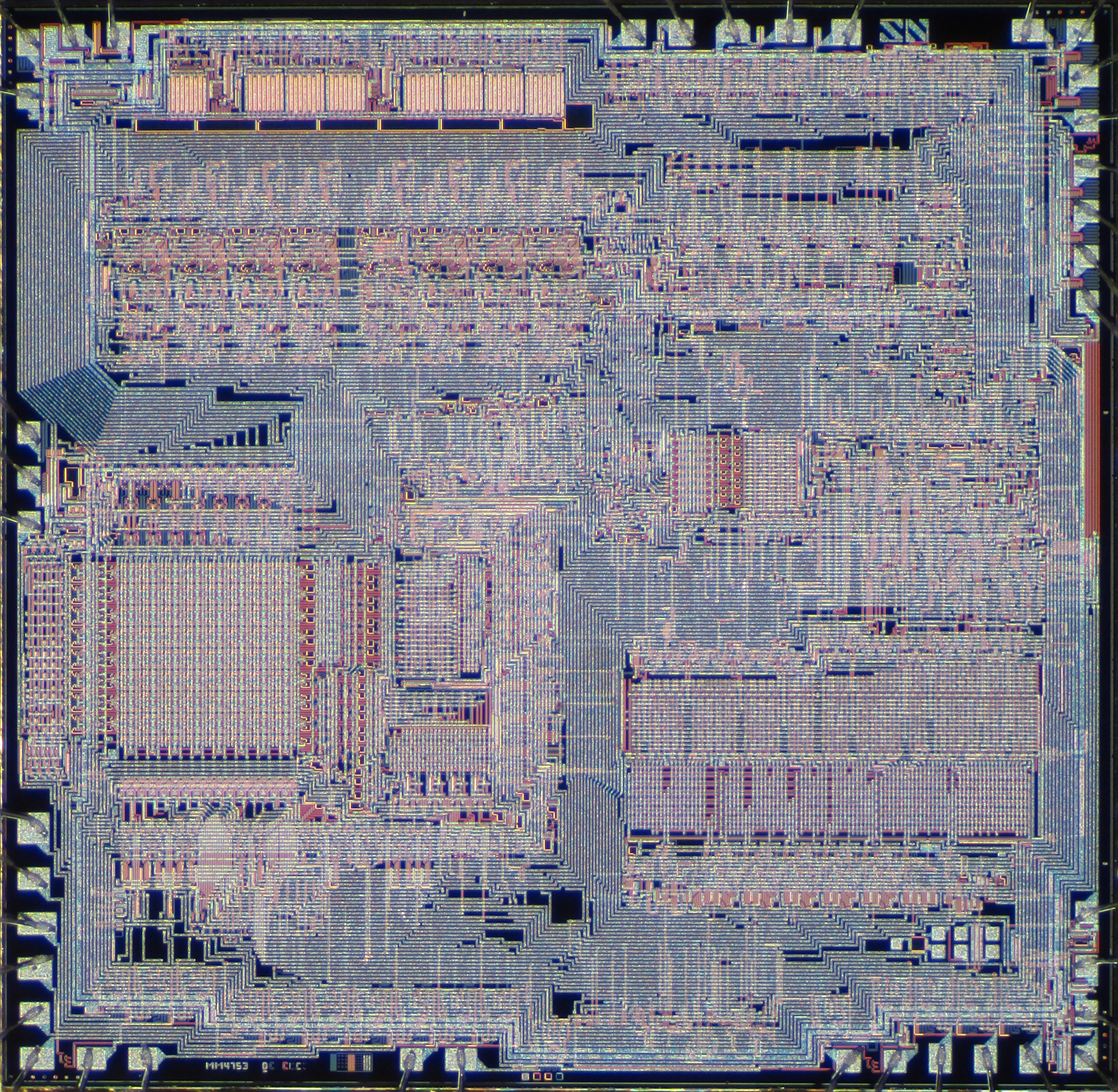
National Semiconductor PACE lapka (IPC-16A/500)

A PACE egy 16 bites egychipes mikroprocesszor, ez volt az első kereskedelmi célú 16 bites egychipes mikroprocesszor.
A processzort a National Semiconductor jelentette meg 1974 végén, ez volt az IPC-16A/520 jelű termék, más néven PACE. A PACE a Processing and Control Element, azaz "feldolgozó és vezérlő elem" rövidítése.
A processzor p-csatornás MOS technológiával készült, 40 lábas DIL tokozásban került forgalomba, tápfeszültsége: +5 V, -12 V és +3 V, órajele maximálisan 2 MHz lehet. Utasításkészlet-architektúrája a korábbi (többchipes) IMP-16 processzoréra hasonlított, amelyet végső soron az 1970 körül indult Data General Nova 16 bites miniszámítógép-architektúra inspirált.
A processzor adat- és címbusza egyaránt 16 bites. Négy általános célú akkumulátora van, két belső ideiglenes regisztere, programszámlálója, egy 16 bites állapotregisztere, és 10 szavas (10 × 16 bit), chipre integrált verme. Hatszintű vektoros prioritásos megszakításrendszere van, ezenkívül stack-teli és stack-üres megszakításai is vannak a kiterjesztett veremhasználathoz. Az órajelet külső egyfázisú direkt és komplemens órajelbemenetekről kapja. 45 utasítása van, négy címzési móddal, minden utasítása egyszavas, azaz 16 bit hosszú. Rendelkezik I/O interfésszel is. Az utasításkészlet mikroprogramozott. Aritmetikai-logikai utasításai a minimális összeadás-kivonás, eltoló és logikai (AND, OR, XOR) utasításokra korlátozódnak, bár van decimális összeadás művelete is.
A PACE valamivel gyorsabb volt, mint az IMP-16 és rendelkezett egy „bájt-módú” üzemmóddal a 8 bites adatok kényelmesebb feldolgozásához. Néhány PACE utasítás csak az első akkumulátor-regisztert, az AC0-t használhatta, ellentétben az IMP-16-tal, amely megengedte az összes akkumulátor-regiszter használatát.
A PACE-t az INS8900 jelű processzor követte, amely ugyanazt a felépítést valósította meg NMOS technológiával, ami megkönnyítette az elektromos berendezések illesztését.

## Fordítás
- Ez a szócikk részben vagy egészben a National Semiconductor PACE című angol Wikipédia-szócikk ezen változatának fordításán alapul.  Az eredeti cikk szerkesztőit annak laptörténete sorolja fel. Ez a jelzés csupán a megfogalmazás eredetét és a szerzői jogokat jelzi, nem szolgál a cikkben szereplő információk forrásmegjelöléseként.